# عملية زنبار
عملية زنبار (بالعبرية: מבצע זנבר، مفيتسا زنيبر) كانت عملية عسكرية إسرائيلية نفذها عناصر من وحدة سيريت ماتكال للعمليات الخاصة عند طريق القاهرة - السويس بالقرب من مطار القطامية جنوب غرب القاهرة. وقعت العملية في 13 أكتوبر 1973، اليوم السابع من حرب أكتوبر. انسحبت القوة الإسرائيلية بعد إبرارها جواً دون تنفيذ هدفها الرئيسي.

## تمهيد
قررت القيادة الإسرائيلية شن غارة في العمق المصري في 13 أكتوبر 1973، وذلك من أجل إرباك الخطوط الخلفية للقوات المصرية وإجبارها على تحويل انتباهها من جبهة القتال نحو أراضيها وخلق حالة من الذعر وتعطيل الإمدادات والذخيرة التي يرسلها المصريون على طول المحور المركزي. تضمنت الخطوط العريضة للغارة إبرار جوي بالمروحيات عند نقطة على طريق القاهرة - السويس، الذي تتدفق منه الإمدادات والذخيرة إلى الجبهة، ومن هناك ستزرع القوة المغيرة متفجرات في طريق الشاحنات المصرية المتجهة للجبهة والمحملة بالعتاد والجنود، كذلك ستستخدم القوة المغيرة بنادق عديمة الارتداد مثبتة على سيارات جيب لقصف المركبات المصرية أيضاً. وقد أوكل إلى سيريت ماتكال تنفيذ هذه العملية. وتولى قائدها العميد (احتياط) غيورا زور، ونائبه عميرام ليفين، القوة المكلفة بالمهمة.

## العملية
أقلعت ثلاث مروحيات فئة «ياعسور» من سرب فرسان الليل من شرم الشيخ وعبرت خليج السويس بالقرب من رأس سدر باتجاه الأراضي المصرية ليلة 13 أكتوبر. وكان على متن المروحيات قوة مؤلفة من 30 مقاتلاً وست سيارات جيب مثبت عليها بنادق عديمة الارتدارد مع عبوات ناسفة.
وكان الخطر الرئيسي ضمن المخاطر العديدة في العملية هو إمكانية رصد الرادار المصري تسلل المروحيات إلى الأراضي المصرية. لذلك جرى اختيار مسار الرحلة بعناية وحلق طيارو المروحيات تحت قيادة العميد المتقاعد شاؤول شافي على ارتفاع منخفض للغاية فوق خليج السويس حتى كاد الماء يلامس بطون المروحيات. كما أن البدر كان ساطعاً في تلك الليلة لدرجة أن الرؤية كانت واضحة لمسافة بعيدة دون الحاجة لمعدات رؤية ليلية، مما هدد أيضاً بكشف المروحيات المتسللة وهدم عنصر المفاجأة. توجب على الطيارين بعد عبور الخليج المناورة بالمروحيات عبر سلسلة من الوديان بحيث يصبح من الصعب رصد المروحيات على الرادار. عندما وصلت المروحيات إلى نقطة الهبوط قامت بإنزال المقاتلين وسيارات الجيب، ثم أقلعت عائدة إلى شرم الشيخ، وهناك ستنتظر أمر الإقلاع مجدداً لاصطحاب المقاتلين بعد تنفيذ العملية.
تحركت سيارات الجيب في رحلة سريعة وصامتة على طول الطريق المحدد خلال تضاريس صحراوية جعلت القيادة صعبة وكان ضوء القمر يجعل من السيارات أهدافاً يسهل رصدها، على الرغم من أنها كانت تسير دون أنوار. وصلت القوة الإسرائيلية إلى نقطة برج الكهرباء المركزي الموصل لمدينة السويس والقناة، حيث انقسمت إلى فريقين: فريق إيتامار سيلا من جهة وفريق دوديك هالفي من جهة أخرى. وخلال دقائق زرع المقاتلون عبوات جانبية مخصصة لتفجير الشاحنات المصرية التي تحمل الجنود والأسلحة إلى الجبهة. وانتشرت سيارات الجيب المزودة ببنادق عديمة الارتداد على جوانب الطريق، وكانت مهمتها المشاركة في تدمير المركبات المصرية الأخرى في نفس الرتل. وكمنت القوة الإسرائيلية في انتظار الشاحنات المصرية المتقدم، لكن مع اقتراب منتصف الليل، تلقت أوامر من القيادة عبر جهاز الاتصال اللاسلكي بالانسحاب على الفور والتوجه نحو نقطة الهبوط. فقد اكتشف المصريون تسلل المروحيات وأصبحت القوة المغيرة في خطر. لذلك أعاد المقاتلون زرع المتفجرات بسرعة في برج الكهرباء المركزي وكذلك مرافق البنية التحتية في المنطقة قبل انسحابهم واستدعوا المروحيات من شرم الشيخ إلى نقطة الهبوط قبل تحركهم. وخلال انسحابهم بالسيارات الجيب تلقوا تحذيراً على اللاسلكي مفاده أن المصريين أرسلوا قوة مدرعة نحوهم. فأوقفوا محركات السيارات لمعرفة مدى اقتراب المدرعات المصرية منهم، فوصلهم مسامع تحركاتها وقيموا أنها لا تزال بعيدة عنهم. لكنهم قادوا سيارتهم بسرعة للوصول إلى نقطة الهبوط قبل المروحيات، حتى لا تضطر إلى انتظارهم في الجو فوق منطقة الهبوط وبالتالي كشف موقعهم. وقد تعرضت المروحيات لنيران أرضية بالفعل أثناء تحليقها نحو منطقة الهبوط، لكن بلا ضرر يذكر. وفي النهاية تمكنت من الهبوط بصعوبة وتحميل المقاتلين وسيارتهم والمغادرة تجاه شرم الشيخ.

## النتيجة

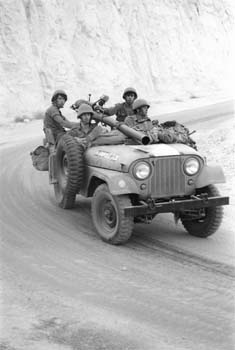
جيب إسرائيلي مثبت عليها بندقية عديمة الارتداد

لم تنفذ المهمة هدفها الرئيسي المتمثل في استهداف الشاحنات المصرية على طريق القاهرة - السويس، كذلك تبين من سرد المهمة عدم صحة المصادر التي تقول إن الغارة استهدفت مطار القطامية نفسه. في حين لا يُذكر الجانب المصري شيئاً حول عملية 13 أكتوبر.
تبين بعد إقلاع المروحيات، بعد إنزال المقاتلين في المرة الأولى وتحليقها نحو شرم الشيخ، انبعاث دخان كثيف ملأ قمرة القيادة في المروحيات رقم 2 واضطر طياريها للهبوط في الوادي، بينما ظلت المروحيتان الأخريان في الجو ولم يعرف الطياران سبب الدخان أو كيفية معالجته في البداية وعند هذه النقطة تلقيا أمراً بترك المروحية في الأراضي المصرية والذهاب مع المروحيتان الأخريان. ومن ثم ستوجه القوات الجوية الإسرائيلية طائرة مقاتلة لتدمير المروحية المتضررة خشية وقوعها في أيدي المصريين. لكن حدد أحد الطيارين مصدر انبعاث الدخان الذي كان نتيجة تشغيل محرك المساحات الذي قام الطياران بتفعيله لإزالة الغبار، وبعد إصلاح الأمر أقلعت المروحية مجدداً وانضمت إلى المروحيتان الأخريان في طريقهما إلى شرم الشيخ.